# 鳥居千穂
鳥居 千穂（とりい ちほ、1970年7月29日 - ）は、日本の元女子バレーボール選手。

## 来歴
京都府長岡京市出身。中学生からバレーボールを始める。京都成安高等学校（現：京都産業大学附属高等学校）に進学し3年間全国大会に出場、3年生の時に京都国体で準優勝した。1989年、ユニチカに入社。1996年アトランタ五輪に出場した。
現在は相洋高等学校女子バレーボール部の監督を務めている。

## 球歴
- 全日本代表 - 1996年
- 全日本代表としての主な国際大会出場歴
  - オリンピック - 1996年

## 所属チーム
- 京都成安高
- ユニチカ・フェニックス（1989-1998年）
- デンソーエアリービーズ（2000-2002年）